# Beidrehen und Beiliegen

Segelboot liegt bei

Beidrehen ist ein Manöver eines Wasserfahrzeugs zum Zwecke der Verlangsamung oder des Anhaltens in einer möglichst ruhigen Lage. Ist diese Lage erreicht, spricht man vom Beiliegen des Fahrzeuges. 
Beigedreht wird, um Personen oder Gegenstände von einem Fahrzeug zu einem anderen zu übernehmen, um über Bord gegangene Personen oder Gegenstände aufzunehmen, um stürmisches Wetter mit starkem Wind und hohem Wellengang abzuwettern oder auch um seemännische oder medizinische Arbeiten bei möglichst ruhiger Schiffslage zu erledigen.

## Segelboot
Bei einem Segelboot kann das Beidrehen, und über längere Zeit das Beiliegen, durch eine besondere Stellung der Segel erreicht werden. Dabei wird eine Wende ausgeführt, die Fockschot aber nicht losgemacht, so dass die Fock nach der Wende back steht. Die Fock wechselt somit nicht die Seite, wie es bei der Wende ansonsten sein soll. Gleichzeitig wird das Großsegel gefiert und das Ruder deutlich nach Luv gesetzt (Pinne nach Lee, Pinne zum Baum). Dadurch soll erreicht werden, dass das Boot anluvt.
Sofern der Wind stabil aus einer Richtung kommt, kann man in dieser Situation das Ruder (die Pinne) auch fixieren. Dabei ist allerdings immer darauf zu achten, dass sich die Windrichtung oder die Lage des Bootes zum Wind nicht unkontrolliert ändert.
Durch das Anluven dreht sich das Boot solange in den Wind, bis das back stehende Vorsegel das Boot bremst und das Großsegel im Windschatten des Vorsegels steht. Die Fahrt ist aus dem Boot genommen.
Dadurch, dass das Boot keine Fahrt durch das Wasser macht, ist das Luv stehende Ruderblatt nicht mehr umströmt und hat in dieser Phase keine Ruderwirkung mehr. Das Anluven endet in diesem Moment.
Nun wirkt das back stehende Vorsegel und bewirkt eine Leegierigkeit. Das Boot fällt ab. Das Abfallen hält so lange an, bis das Großsegel wieder aus dem Windschatten des Vorsegels gedreht ist und das Boot wieder Fahrt aufnimmt. Nun wird das Ruderblatt wieder umströmt, erhält die Wirkung zurück und lässt das Boot anluven. 
Diese sich wiederholende Bewegung hält während des gesamten Beiliegens an. Durch die langsame Abdrift nach Lee und die oszillierende Bewegung des Bootes wird sehr viel Windenergie aufgenommen, die Ruhe an Bord bringt. Diese große Ruhe an Bord wurde auch als Überlebensstrategie bei schweren Stürmen erfolgreich angewandt.
In der Praxis ist die Schiffsbewegung beim Beiliegen stark abhängig von Wind- und Wellenverhältnissen, Segelarten, Schiffstyp und Takelung. Normalerweise treiben Segelschiffe dabei mit ein bis zwei Knoten langsam leewärts.

### Mann über Bord
Beim Mann-über-Bord-Manöver ist Beiliegen die Endposition des Schiffes. Das Schiff bildet beiliegend eine stabile Arbeitsplattform, die ermöglicht, dass das Opfer sicher geborgen werden kann. Das Schiff bleibt dabei ruhig stehen, es treibt langsam auf das Opfer zu, der Großbaum hängt als „Kranarm“ in richtiger Position direkt über dem Opfer, und es gibt keine schlagenden Segel oder Schoten.

## Motorschiffe
| a: Treiben quer zur See                                 |
| b: Dampfen mit dem Steven gegen Wind und See            |
| c: Wind und See etwa 4 Strich von vorn                  |
| d: Liegen mit rückwärts drehendem Propeller vor der See |

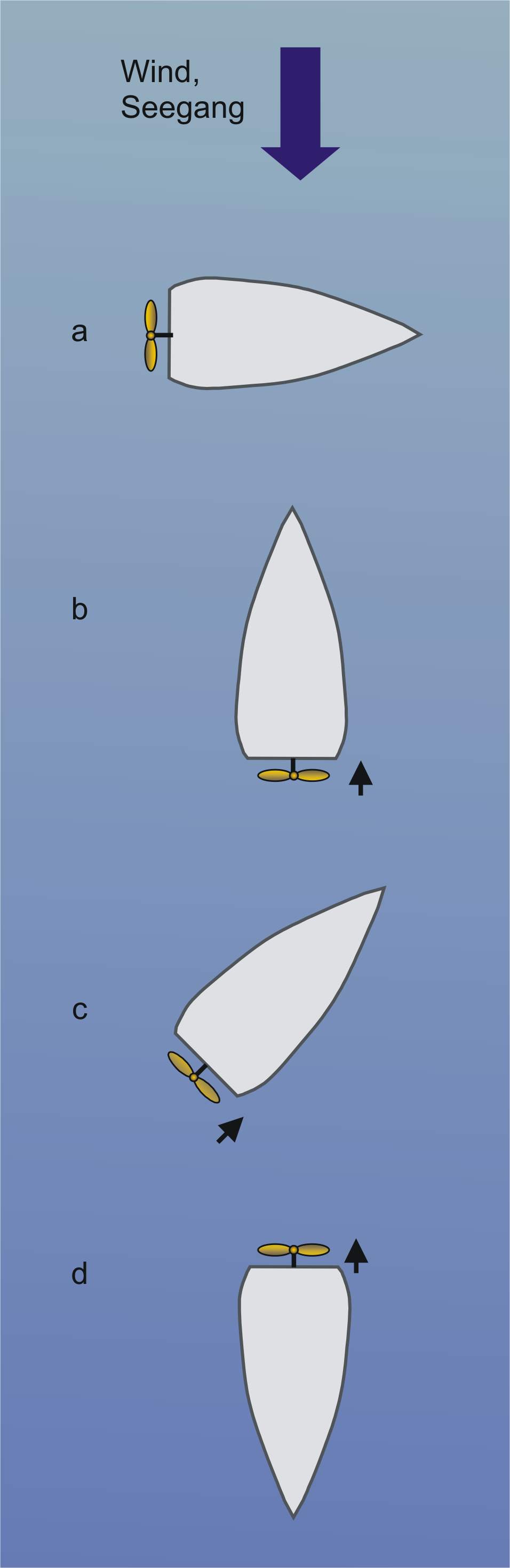
Beiliegen mit einem Motorschiff

Bei einem Motorschiff gibt es im Wesentlichen vier verschiedene Möglichkeiten für Beidrehen und Beiliegen: Treiben quer zur See, Dampfen mit dem Steven gegen Wind und See, Wind und See etwa 4 Strich von vorn und Liegen mit rückwärts drehendem Propeller vor der See. Welche dieser vier Möglichkeiten verwendet werden kann, richtet sich vor allem nach der Größe des Schiffes, der Art und dem Verschluss der Aufbauten, der Leistung der Maschine, der Verteilung der Ladung, der Stabilität des Schiffes, dem Freibord, dem Kurs, der Fahrt, dem Seegang und dem zur Verfügung stehenden Seeraum (siehe Legerwall).
Zu beachten ist, dass das entsprechende Manöver nicht zu spät eingeleitet wird, da ein Beidrehen bei bereits starkem Seegang mit einer hohen Gefahr des Überkommens von Brechern und damit Beschädigungen an Schiff und Ladung verbunden ist.

### Treiben quer zur See
Hierbei ist die Maschine gestoppt, der Seegang trifft in einem Winkel von etwa 90° auf das Schiff. Das Schiff vertreibt somit nahezu querab. Es entsteht ein seitliches Kielwasser in der Luvseite des Schiffes, in dem sich anrollende Seen noch vor dem Schiff brechen. 
Aufgrund des seitlichen Auftreffens des Seegangs auf das Schiff wird das Schiff u. U. stark rollen. Voraussetzung für dieses Manöver sind somit eine ausreichende Stabilität des Schiffes und ein hoher Freibord.

### Dampfen mit dem Steven gegen Wind und See
Hierbei fährt das Schiff mit geringer Fahrt voraus genau gegen Wind und Seegang. Die Drehzahl des Propellers wird so eingestellt, dass die Steuerfähigkeit gerade eben erhalten bleibt.
Dieses Manöver eignet sich vor allem für Schiffe, bei denen ein Treiben quer zur See nicht möglich ist. Das Schiff wird jedoch u. U. stark stampfen, so dass der Rumpf in Längsrichtung stark beansprucht wird und der Propeller aus dem Wasser kommen kann.

### Wind und See etwa 4 Strich von vorn
Hierbei fährt das Schiff mit geringer Fahrt voraus mit einem Winkel von etwa 45° (entspr. 4 Strich) gegen Wind und Seegang. Die Drehzahl des Propellers wird so eingestellt, dass die Steuerfähigkeit gerade eben erhalten bleibt. Das Ruder kann weit nach Lee übergelegt werden, da die meisten Schiffe luvgierig sind, so dass das Schiff effektiv seitlich achteraus fährt.
Auch dieses Manöver eignet sich vor allem für Schiffe, bei denen ein Treiben quer zur See nicht möglich ist. Bei Schiffen mit geringer Stabilität und leicht verrutschbarer Ladung ist jedoch Vorsicht geboten.

### Liegen mit rückwärts drehendem Propeller vor der See
Die Maschine läuft langsam rückwärts, das Schiff liegt mit dem Heck zur See, d. h., der Seegang kommt von achtern. Der rückwärts drehende Propeller wirkt hierbei ähnlich einem über das Heck ausgebrachten Treibanker.
Dieses Manöver wird vor allem angewendet, wenn der Zeitpunkt für die drei oben genannten Manöver verpasst wurde und der Seegang bereits zu stark ist.